# 마포대로

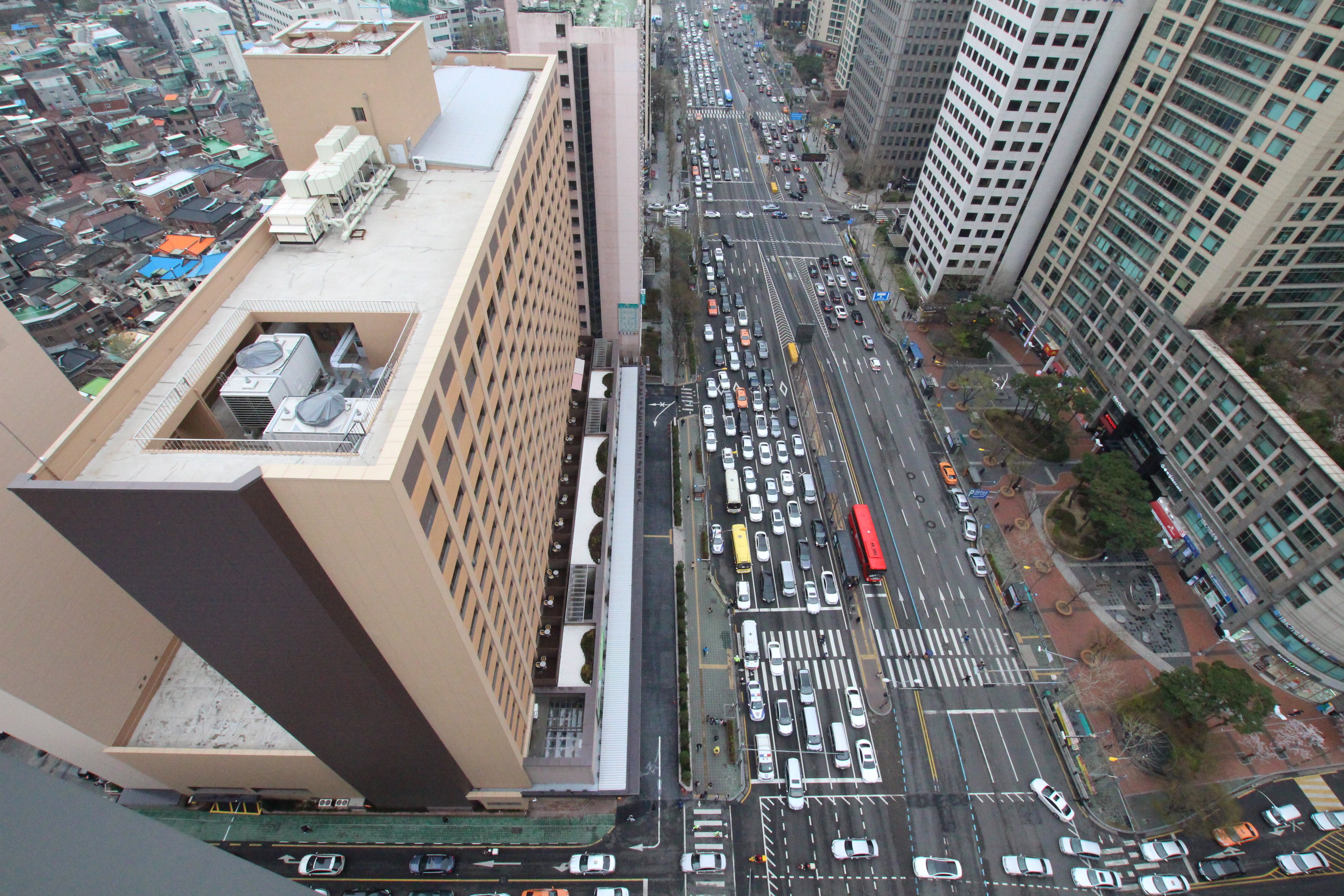
베스트웨스턴프리미어 서울가든호텔 앞에서 한강 방면으로 이어지는 마포대로

마포대로(麻浦大路)는 서울특별시 마포구 마포동 마포대교 북단 교차로와 아현동 아현삼거리를 잇는 도로이다.

## 역사
- 1966년 11월 26일 : ‘아현동로타리(마포구 아현동 10)~마포구계(마포구 마포동 419)’ 구간을 마포로(麻浦路)로 지정[1]
- 1981년 10월 22일 : 시점을 마포대교 북단교차로에서 마포대교 남단사거리로 연장
- 1984년 11월 7일 : 마포로 전체를 46번 국도에 편입
- 1996년 7월 1일 : 일반국도노선지정령 개정에 의해 마포대교 북단교차로 ~ 아현동 아현삼거리 구간을 46번 국도 노선에서 해제
- 2009년 7월 10일 : 마포대교 구간을 여의대로로 편입함과 동시에 기점이 마포대교 북단으로 단축되었다.[2]

## 도로명 변경 제안
2016년 5월 15일 대한민국 외교부는 사우디아라비아의 국영석유기업 사우디 아람코가 동년 3월 에쓰오일을 통해 마포구에 마포대로를 '리야드로'로 개명해 줄 것을 요구했다고 발표했다. 사우디아라비아 측은 이란의 수도명을 딴 테헤란로와 마찬가지로 마포대로 개칭이 양국의 친선우호에 도움이 될 것이라고 주장했다. 여기에 대해 마포구는 유서 깊은 이름 대신 새로운 이름을 붙이기가 쉽지 않다는 답변을 한 것으로 알려졌다.

## 경유지
서울특별시
- 마포구 (마포동 · 도화동 · 공덕동 · 아현동)

## 노선
- 마포대교 북단교차로 - 불교방송 - 마포역 - 공덕역 - 서울서부지방법원 - 마포경찰서 - 애오개역 - 아현중학교 - 아현삼거리

## 연결도로
기점인 마포대교 북단 사거리에서는 여의대로가 만나고, 종점인 아현삼거리에서는 충정로, 서소문로, 새문안로가 연결된다.

## 버스 중앙 전용 차로제
현재 이 도로에서 중앙 전용 차로제가 시행되고 있는 구간은 마포대교 북단에서 아현삼거리 구간이다.